# Joachim Drevs
Joachim Drevs (Costanza, 16 agosto 1966) è un medico e ricercatore tedesco.
È uno specialista tedesco di medicina interna con specializzazione in ematologia e oncologia, nonché docente universitario presso l'Università di Friburgo in Brisgovia e ex direttore del centro di salute presso l'Ospedale universitario di Tubinga.

## Vita
Drevs ha iniziato a studiare medicina alla Università Georg-August di Gottinga nel 1987. Dopo il suo esame di stato e il suo dottorato nel 1994, ha poi lavorato all'estero presso la Foundation Clinic Bircher, in Svizzera, presso il Mount Sinai Hospital di New York e presso la clinica della Sefako Makgatho Health Sciences University, in Sudafrica, con attenzione per l'oncologia. Nel 2005 ha ottenuto la sua abilitazione presso l'Ospedale universitario di Friburgo in Brisgovia. Attualmente Drevs dirige una clinica di oncologia integrativa a Braunschweig e Maiorca.

## Priorità cliniche
A Tubinga, Drevs ha stabilito uno dei primi centri di salute universitari in Germania offrendo o praticando trattamenti per la malattia e la promozione della salute. Il suo obiettivo era l'implementazione di nuovi approcci terapeutici innovativi dalla ricerca sul cancro all'applicazione clinica.

## Studi
Drevs è stato coinvolto nell'angiogenesi ed è stato coinvolto nello sviluppo di un nuovo gruppo di farmaci per il trattamento di pazienti affetti da cancro, terapia mirata molecolare. Seguirono progetti di ricerca congiunti con James F. Holland, Gerd Nagel, Hubert Blum.